# Джонатан Гайд
Джонатан Гайд (англ. Jonathan Hyde; нар. 21 травня 1948) — британський театральний актор та кіноактор австралійського походження.

## Біографія
Народився в Брисбені, Квінсленд (Австралія), в сім'ї представників середнього класу. Його батьком був Стівен Джеффрі Кінг, успішний адвокат.
У 1969 році Гайд переїхав до Лондона, де отримав заповітне місце в Королівській Академії драматичного мистецтва (RADA) і отримав золоту медаль Бенкрофта за видатні досягнення у навчанні в 1972 році.
Джонатан захоплювався театром і активно працював у Національному театрі, в Королівській шекспірівській компанії, Театральній компанії Prospect , театрі Алмейда, Громадській театральній компанії Глазго.
Першою значною роллю стала роль Атавальпи у виставі «Королівське полювання Сонця» 1973 року. В 1977 вперше знявся на телебаченні в серіалі «Надприродне». В Глазго виборов Премію Лоуренса Олів'є — найпрестижнішу театральну нагороду Великої Британії. Став провідним актором Королівського національного театру, виступаючи, як правило, в класичних постановках, таких як «Ромео і Джульєтта», «Річард III», «Венеціанський купець», «Король Лір», «Макбет».
Гайд знявся в понад сімдесяти фільмах і серіалах, серед яких було чимало успішних проектів: «Багатенький Річі», «Мумія», «Джуманджі», «Титанік», «Анаконда», «Убивства в Мідсомері» та інші. Найбільш відомі ролі Гайда, це: Джозеф Брюс Ісмей з «Титаніка», єгиптолог Аллен Чемберлен з «Мумії», дворецький Герберт із «Багатенького Річі», Сем Перріш і мисливець Ван Пелт з «Джуманджі» і Воррен Вестрідж з «Анаконди».

## Особисте життя
Проживає у місті Бат, одружений з шотландською оперною співачкою (сопрано) Ізабель Б'юкенен. У пари є дві дочки, одна з яких актриса Джорджія Кінг. У вільний час Джонатан Гайд — плавець, художник і мандрівник.

## Фільмографія
| Рік       | Назва                                       | Оригінальна назва                                 | Роль                                     |
| --------- | ------------------------------------------- | ------------------------------------------------- | ---------------------------------------- |
| 1980      | Фелікс                                      | Phoelix                                           | Нейпір                                   |
| 1980      | Гамлет, принц данський                      | Hamlet, Prince of Denmark                         | Розенкранц                               |
| 1984      | «Мережива»                                  | Lace                                              | Пол                                      |
| 1985      | Непристойна пристрасть                      | An Indecent Obsession                             | Ніл Паркінсон                            |
| 1985      | Слава, вигода і бажання                     | Honour, Profit & Pleasure                         |                                          |
| 1986      | «Караваджо»                                 | Caravaggio                                        | Багліоні                                 |
| 1987      | «Смерть від серця»                          | The Death of a Heart                              | Квентін Міллер                           |
| 1990      | «Великі повітряні перегони                  | The Great Air Race                                | Джим Моллісон                            |
| 1990      | »Сюжет для вбивства Гітлера"                |                                                   | Йозеф Геббельс                           |
| 1991      | Сезон гігантів                              | A Season of Giants                                | Сольдеріні                               |
| 1991      | Нескінченна війна                           | The War That Never Ends                           | представник коринфинян                   |
| 1994      | Роззява                                     | Woodcock                                          | Слайм                                    |
| 1994      | Я — шпигун. Повернення                      | I Spy Returns                                     | Цезар Бардуі                             |
| 1994      | Смертельна порада                           | Deadly Advice                                     | Джордж Джозеф Сміт                       |
| 1994      | «Бути людиною»                              | Being Human                                       | Франциско                                |
| 1994      | Багатенький Річі                            | Ri¢hie Ri¢h                                       | дворецький Герберт                       |
| 1995      | Джуманджі                                   | Jumanji                                           | Сем Перріш/мисливець Ван Пелт            |
| 1995      | «Блаженство»                                | Bliss                                             | доктор Олівер Плезенс                    |
| 1997      | Анаконда                                    | Anaconda                                          | Воррен Уестрідж                          |
| 1997      | Титанік                                     | Titanic                                           | Джозеф Брюс Ісмей                        |
| 1999      | Мумія                                       | The Mummy                                         | доктор Аллен Чемберлен                   |
| 1999      | «Жанна д'Арк»                               | Joan of Arc                                       | Джон Ланкастерський, герцог Бедфорд      |
| 2000      | Принц і жебрак                              | The Prince and the Pauper                         | лорд Гертфорд                            |
| 2000      | «Айзенштайн»                                | Eisenstein                                        | Всеволод Мейерхольд                      |
| 2001      | «Аттила-завойовник»                         | Attila                                            | Флавій Фелікс                            |
| 2001      | Кравець з Панами                            | The Tailor of Panama                              | Кавендіш                                 |
| 2001      | «Дочка Робіна Гуда: Принцеса злодіїв»       | Princess of Thieves                               | Принц Джон                               |
| 2001      | «Джек і Бобове дерево: Правдива історія»    | Jack and the Beanstalk: The Real Story            | Дюссан — дворецький Джека і піклувальник |
| 2002      | «Вбивства Мідсамера»                        | Midsomer Murders                                  |                                          |
| 2002      | «Динотопія»                                 | Dinotopia                                         |                                          |
| 2003      | «Вакуум»                                    | Vacuums                                           | Едвін Снайп                              |
| 2004      | «Шерлок Холмс і справа про шовковий панчох» | Sherlock Holmes and the Case of the Silk Stocking | Джордж Пентні                            |
| 2006      | «Країна сліпих»                             |                                                   | Сміт                                     |
| 2006      | Тутанхамон: Прокляття гробниці              | The Curse of King Tut's Tomb                      | Морган Сінклер                           |
| 2006      | «Контракт»                                  | The Contract                                      | Тернер                                   |
| 2008      | «Король Лір»                                | King Lear                                         | граф Кент                                |
| 2009      | Академія                                    | The Academy                                       | Джеррі                                   |
| 2009      |                                             | The Academy Part 2: First Impressions             | Джері                                    |
| 2012      |                                             | The Academy: Special                              | Джері                                    |
| 2013      | «Ісаак Ньютон: останній чарівник»           | Isaac Newton: The Last Magician                   | Ісаак Ньютон                             |
| 2013      | «Індевор»                                   | Endeavour                                         | Sir Edmund Sloan                         |
| 2014—2015 | «Штамм»                                     | The Strain                                        | Елдріч Палмер                            |
| 2015      | «Багряний пік»                              | Crimson Peak                                      | Огілві                                   |
| 2016      | «Мисливці на тролів»                        | Trollhunters                                      |                                          |
| 2024      | «Гамлет»                                    | Hamlet                                            | Клавдій                                  |
| 2024      | «Бруталіст»                                 | The Brutalist                                     | Леслі Вудроу                             |
| 2024      | «Себастьян»                                 | Sebastian                                         | Ніколас                                  |